# Beregond
Beregond egy szereplő J. R. R. Tolkien Gyűrűk Ura-világában. Ember, Minas Tirith toronyőre. Nagyon szerette Faramirt, a kapitányát, érte még Denethor parancsát is megszegte. A negyedkorban Ithiliában Faramir testőrségének kapitánya lett.

## Élete

### Az ostrom előtt
Előéletéről nem sokat tudunk. Amikor bemutatkozott Tuk Peregrinnek, azt állította, hogy ő Baranor fia, és közkatona a Fellegvár őrségében. Egy fia született ismeretlen anyától, a neve Beregil.
Őt küldték, hogy magyarázzon meg mindent Pippinnek, amikor ő Gandalffal Minas Tirithbe érkezett.

### Az ostromban
Az ostromban a Fellegvárat őrizte, és nem harcolt. Amikor Pippintől megtudta, hogy Denethor el akarja égetni a fiát, elhagyta az őrhelyét (noha az tilos az őrszolgálatot teljesítő katonáknak), hogy megakadályozza Faramir halálát. Nem engedte be a Helytartó szolgáit a Rath Dínenre, és ezzel időt nyert addig, ameddig Gandalf megérkezett.

### Az ostrom után
Az ostrom után elvonult a Mordor Fekete Kapuját ostromló sereggel. Pippin mentette meg az életét a hegyi trollok vezérével szemben. A Király visszatérte után Aragorn elengedte a vele szemben alkalmazandó halálbüntetést, amely őrhelye elhagyásáért jár, csupán száműzte Minas Tirith városából, és Beregond Ithiliában Faramir helytartó őrségének parancsnoka lett. További életéről nem tudunk.